# Комаль
Комаль (ісп. Comal) - традиційний посуд месоамериканських народів. Назва походить з мови науатль: comalli - глиняна сковорода.

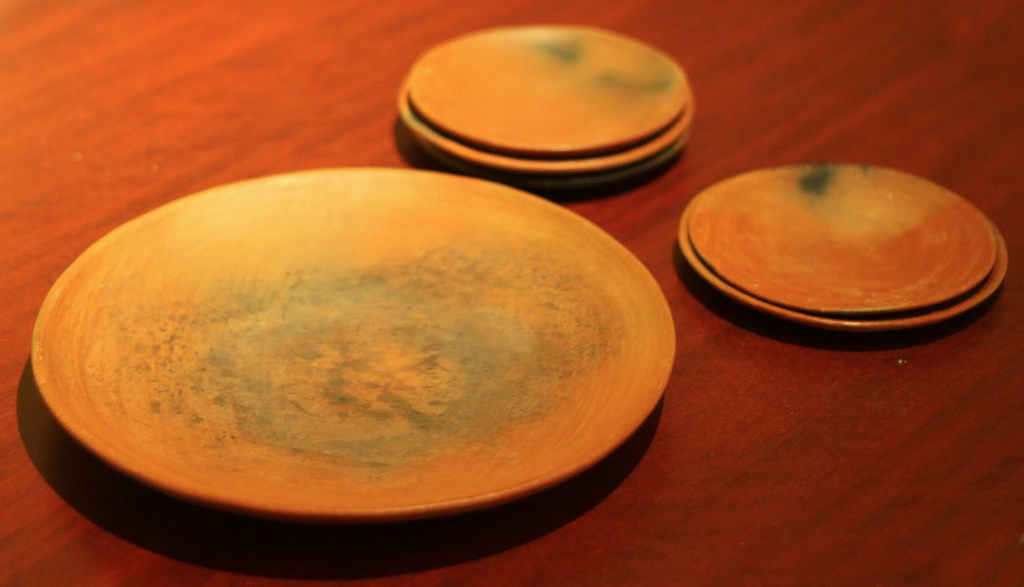
Комаль різних розмірів

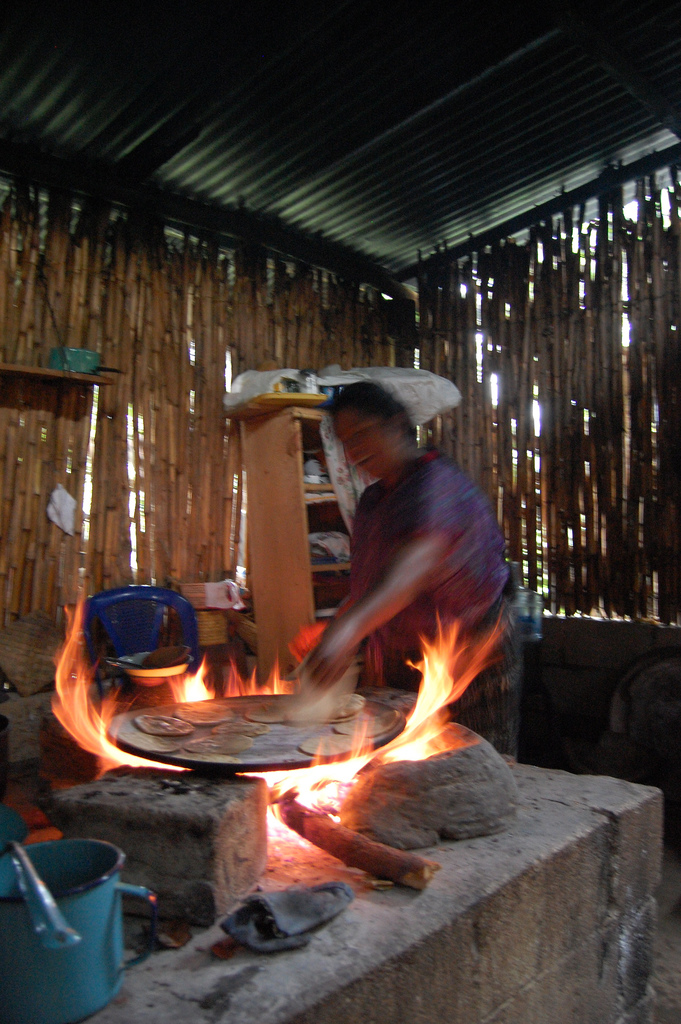
Приготування тортильї на комалі

Використовується для приготування тортильї, спеціальних тостів, сушеного м'яса та іншої їжі.